# Шарлотта Максеке
Шарлотта Макґомо Максеке (до шлюбу Мання; 7 квітня 1871 — 16 жовтня 1939) — південноафриканська релігійна лідерка, політична та соціальна активістка, феміністка, місіонерка. Перша темношкіра жінка, що закінчила університет.

## Ранні роки
Шарлотта Макґомо Мання народилася 7 квітня 1871 року у Ґа-Рамокґопа у провінції Лімпопо і зростала у Форт-Бофорті в Східній Капській провінції. Було дочкою Джона Кґопе Мання, сина вождя народу батлоква Модідіма Мання, та Анни Мансі з народу коса. Батько Шарлотти був дорожним бригадиром і пресвітеріанським мирянським проповідником, а мати — вчителькою. Дідусь Шарлотти був головним радником верховного вождя Басутоленду. Незабаром після її народження сім'я переїхала до Форт-Бофорта, де батько влаштувався на роботу у компанії з будівництва доріг. Деталі про її суродженців незрозумілі, проте вона мала сестру Кеті (Katie), що народилася у Форт-Бофорті. Дата народження Шарлотти також точно не відома, є версії, що вона народилася у 1871, 1872 або 1874 роках. Міністр внутрішніх справ ПАР Наледі Пандор досліджував це питання, проте жодних документів не виявив. Дата 1871 року часто вживається, оскільки вона не суперечить даті народження молодшої сестри Шарлотти, яка народилася у 1873 році.
У віці 8 років Шарлотта почала здобувати початкову освіту у місіонерській школі, навчаючись в Ісаака Ваучопе в Ейтенгахе. Шарлотта мала добрі знання з нідерландської та англійської мов, математики та музики. Вона проводила багато часу, навчаючи своїх однокласників, часто успішно. Місіонер Ваучопе приписував Шарлотті Мання значні учительські здобутки, особливо стосовно мов. Музичні уміння Мання були помітні ще в ранньому віці. Описуючи її спів, Генрі Рід Нґкаїя, міністр Об'єднаної Церкви та друг родини, писав: «Вона мала голос ангела на небі».
З Ейтенгахе Шарлотта Мання переїхала до Форт-Елізабет, щоб навчатися в Меморіальній школі Едварда під керівництвом Пола Ксініве. Вона закінчила здобуття середньої освіти за рекордний час, досягнувши найвищих можливих результатів. 1885 року Мання переїхала з батьками до Кімберлі після того, як там виявили алмази.

## Гастролі та освіта

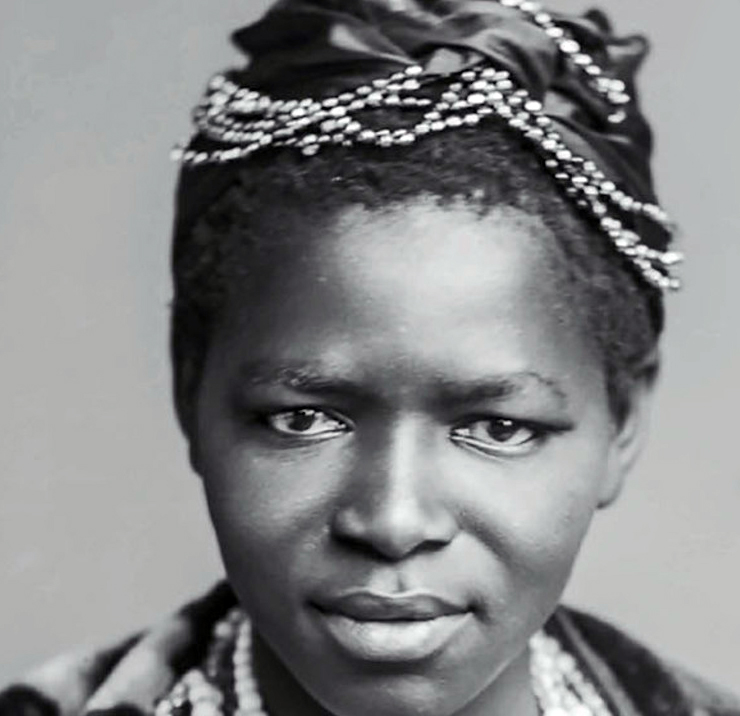
Шарлотта Мання в юному віці

Після прибуття до Кімберлі у 1885 році Шарлотта Мання почала викладати основи мов корінних народів для іммігрантів та англійську для африканців. Шарлотта та її сестра Кеті долучилися до Африканського ювілейного хору у 1891 році. Її талант привернув увагу містера К. В. Бама — місцевого хормейстера, який організовував тур Африканського хору по Європі. Її успіх на її першому сольному виступі у Міському залі Кімберлі дозволив їй приєднатися до європейського туру, керівництво якого перебрав на себе європеєць. Група покинула Кімберлі на початку 1896 року і співала перед європейською авдиторією в багатьох містах континенту. Одним з таких виступів був виступ у лондонському Альберт-голі з нагоди діамантового ювілею королеви Вікторії. Згодом хор гастролював у Північній Америці, зокрема, США та Канаді.
Під час перебування хору у США його керівництво покинуло його у Клівленді. Єпископ Африканської методистської церкви (АМЕ) в Огайо Деніел А. Пейн, що раніше працював у Капській провінції, згуртував вірян, щоб забезпечити подальше перебування хору в місті. Хоча хористи бажали відвідувати заняття в Говардському університеті, їм запропонували лише церковну стипендію у Вільберфорському університеті — церковному університеті АМЕ в Огайо. Мання прийняла пропозицію. В університеті навчалася у панафриканіста Вільяма Дюбойса. Здобувши ступінь бакалавра у Вільберфорському університеті в 1903 році, Шарлотта Мання стала першою темношкірою жінкою з Південної Африки, яка здобула університетський ступінь.
Навчаючись у Вільберфорському університеті, познайомилася з доктором Маршаллом Максеке, що також походив із народу коса (нар. 1 листопада 1874 року в Міддлріфті у Східнокапській провінції). Одружилася 1903 року, ще до весілля переживши викидень. Після цього дітей не мала.

## Політичний активізм
Шарлотта Максеке стала політично активною, почавши співпрацювати з Африканською методистською єпископальною церквою. Вона брала участь у поширенні діяльності церкви в Південній Африці. Максеке брала активну участь у проповідуванні Євангелія та пропагуванні освіти серед південноафриканців. Згодом обрана головою Жіночого місіонерського товариства — структурного підрозділу церкви.
Незабаром після повернення до Південної Африки у 1902 році Шарлотта Максеке стала пропагувати антиколоніальну політику. Разом із двома іншими людьми з Трансваалю вона відвідала одне з перших засідань Конгресу корінних народів Південної Африки, де була однією з небагатьох присутніх там жінок. Шарлотта Максеке була першою південноафриканською соціальною працівницею, призначеною спеціалісткою із соціального забезпечення в магістратському суді Йоганнесбурга і залученою до роботи із неповнолітніми. Максеке була присутня на відкритті Національного конгресу Південної Африки у Блумфонтейні в 1912 році. Під час протестів 1913 року проти «пропускних законів» (закони, які сегрегували темношкіре і корінне населення Південної Африки від решти суспільства, вводячи внутрішню паспортну систему та перепустки) Максеке стала однією з тих, хто підштовхнули жінок до протесту.
Максеке багато займалася соціальними та церковними питаннями. Вона писала про політичні та соціальні проблеми жінок. Максеке видавала газету «Umteteli wa Banti», яка розповідала про ці аспекти суспільного життя жінок.
Завдяки активній участі у протестах проти «пропускних законів» Максеке створила Жіночу лігу народів банту (BWL), яка згодом стала Жіночою лігою Африканського національного конгресу. BWL під керівництвом Максеке займалася скаргами переважно бідних жінок та селянок. Також організація домагалася покращення умов праці для жінок на фермах, проте ці вимоги влада ігнорувала. Максеке очолювала делегацію до тодішнього прем'єр-міністра Південної Африки Луїса Боти, яка мала обговорити питання перепусток для жінок. Результатом цих дискусій став жіночий протест проти перепусток наступного року. Максеке та ще близько 700 жінок вирушили до міської ради Блумфонтейна і привселюдно спалили свої перепустки. Вона співпрацювала із суфражистською організацією «Жіночий клуб реформ» у Преторії, а потім увійшла до ради європейських жінок та жінок банту. Максеке брала участь у протестах проти низької заробітної плати у Вітватерсранді і в 1920 році приєдналася до спілки промислових та комерційних робітників. Лідерські здібності Максеке призвели до того, що її викликали до Міністерства освіти Південної Африки, щоб дати свідчення для кількох урядових установ та комісій Йоганнесбурга з питань освіти, зокрема, освіти для обох статей. Максеке брала участь у багатьох інших міжрасових групах, які боролися проти апартеїду та за права жінок.
Чоловік Максеке помер у 1928 році. Того ж року вона створила агентство для працевлаштування африканців у Йоганнесбурзі та розпочала роботу офіцера з умовно-дострокового звільнення неповнолітніх. Максеке була політично активною до кінця життя, будучи лідеркою Африканського національного конгресу у 1930-х роках. Також вона зіграла важливу роль у створенні Національної ради африканських жінок.
Шарлотта Максеке померла у Йоганнесбурзі 16 жовтня 1939 року.

## Спадщина
На честь Шарлотти Максеке названо:
- Академічну лікарню в Йоганнесбурзі;
- SAS Charlotte Maxeke, підводний човен ВМС ПАР[25];
- вулицю у Блумфонтейні[26];

Африканський національний конгрес щороку проводить відкриту лекцію про Шарлотту Максеке.
У Саду Пам'яті в Преторії стоїть пам'ятник Шарлотті Максеке.